# Lala Sjöqvist
Lala Valborg Sjöqvist est une plongeuse suédoise née le 23 septembre 1903 à Nybro et morte le 8 août 1964 à Rockneby.

## Biographie
Aux Jeux olympiques d'été de 1928 à Amsterdam, elle remporte la médaille de bronze du plongeon en plateforme à 10 mètres.
Elle est la sœur d'Ingeborg Sjöqvist.